# Aloe nuttii
Aloe nuttii är en grästrädsväxtart som beskrevs av John Gilbert Baker. Aloe nuttii ingår i släktet Aloe och familjen grästrädsväxter. Inga underarter finns listade i Catalogue of Life.